# Demetrije II Nikator
Demetrije II (starogrčki: Δημήτριος Β`, Dēmḗtrios B; umro 125. p. n. e.), zvani Nikator (starogrčki: Νικάτωρ, Nikátōr, „Pobednik”), bio je jedan od sinova Demetrija I Sotera i moguće Laodike V, kao i njegov brat Antioh VII Sidetes. Vladao je Seleukidskim carstvom u dva navrata, sa razmakom od nekoliko godina koje je proveo u zarobljeništvu u Hirkaniji u Partiji: prvi put od septembra 145. p.n.e. do jula/avgusta 138. p.n.e. i drugi put od 129. p.n.e. do njegove smrti 125. p.n.e. Njegov brat, Antioh VII, vladao je Seleukidskom carstvom, u pauzama između njegove dve vladavine.

## Biografija

### U izgnanstvu
Kao dečak, pobegao je na Krit, nakon smrti njegovog oca, majke i starijeg brata, kada je Aleksandar Balas uzurpirao seleukidsko presto.

### Prva vladavina
Oko 147. p.n.e. vratio se u Siriju i uz podršku Ptolomeja VI Filometora, kralja Egipta, povratio je očev presto. Egipatski kralj je razveo svoju ćerku, Kleopatru Teu, od Balasa i udao je za Demetrijusa. Međutim, Demetrijus nije bio omiljeni kralj. Narod Sirije nije imao mnogo poštovanja za mladog kralja, koji je došao na vlast uz pomoć Egipta i kritskih plaćenika koje je predvodio bezočni Lastenes. Stanovnici Antiohije su ponudili seleukidski presto Ptolomeju VI, koji je već bio osvojio veći deo južne Sirije radi ličnog interesa.Međutim, on je insistirao da Demetrije postane kralj, znajući da Rim nikad ne bi tolerisao jedinstvenu helenističku državu. Tokom 145. p.n.e., Aleksandar Balas je načinio poslednji očajnički pokušaj da povrati svoj presto. Ptolomej VI ga je pobedio u punom sjaju, ali je preminuo nakon što jepao sa konja i povredio glavu. Egipatske trupe su otišle kući bez vođe i obeshrabreni, dok je Aleksandar pobegao Nabatejcima. Željni da ostanu u dobrim odnosima sa Egiptom, oni su mu odsekli glavu. Nakon smrti Ptolomeja VI i Aleksandra Balasa, Demetrije je postao jedini gospodar Selekidkse kraljevine.
Međutim, uskoro su se pojavile nove nevolje. Pustošenje kritskih vojnika je dovelo do toga da stanovnici Antiohije podignu ustanak, a red je uspostavljen tek nakon užasnog masakra. Ubrzo nakon toga, general Diodot je osvojio Antiohiju i proglasio svog štićenika, Antioha VI Dionisa, nejakog sina Aleksandra Balasa, za kralja. S obzirom da Demetrije nije bio u stanju da ponovo zauzme glavni grad, smestio se u Seleukiji. Nakon nekoliko godina, Diodot je uklonio Antioha VI i proglasio se za kralja pod imenom Trifon. Ipak, podela kraljevstva između legitimnih naslednika Seleukida i uzurpatora u Antiohiji je nastavljena.

### Poraz i zatočeništvo
Tokom 139. godine p.n.e, aktivnosti Parćana su naterale Demetrija da i sam preduzme neke korake. Krenuo je protiv Mitridata I, kralja Partije i na početku je imao uspeha, ali je kasnije poražen u Irskim planinama i naredne godine zarobljen. Provincija Vavilon, koja je pripadala Seleukidima, postala je parćanska. U Siriji je vlast dinastije učvrstio Antioh VII Sidetes, Demetrijusov mlađi brat, koji se takođe oženio Kleopatrom Teom.
Kralj Mitridat je održao Demetrijusa II u životu i čak ga oženio parćanskom princezom po imenu Rodoguna, sa kojom je imao potomstvo. Međutim, Demetrije nije imao mira i dva puta je pokušao da pobegne iz Hirkanije na obali Kaspijskog mora, u koju je bio  prognan. Prvi put mu je pomogao njegov prijatelj Kalimandar, koji je prevalio veliki put da bi spasao kralja. U tajnosti je proputaovao Vavilon i Partiju. Nakon što su oba prijatelja zarobljena, parćanski kralj nije kaznio Kalimandra, već ga je nagradio zbog njegove vernosti Demetriju II. Kada je Demetrijus zarobljen tokom svog drugog pokušaja bekstva, Mitridat ga je ponizio tako što mu je dao komplet kockica od zlata, želeći da pokaže kako je Demetrijus II nemirno dete kojem su potrebne igračke. Svakako je blagonakloni tretman Demetrijusa II od strane Parćana imao političku pozadinu.
Tokom 130. g. p.n.e., Antioh Sidetes se osetio dovoljno snažnim da napadne Partiju i na početku je imao veliki uspeh. Sada je Frates II preduzeo korak moji je smatrao neophodnim: oslobodio je Demetrijusa, nadajući se da će dvojica braće ući u građanski rat. Međutim, ubrzo nakon bratovljevog oslobođenja, Sidetes je bio poražen, a da brata nije ni sreo. Frates II je pustio da ljudi sude Demetrijusu, ali je on uspeo bezbedno da se vrati kući u Siriju i da povati kako presto, tako i ženu.

### Bezuspešna druga vladavina
Međutim, Seleukidska kraljevina je bila samo bleda senka i odnosu na svoju pređašnju slavu, pa je Demetrijus imao velike poteškoće da vlada čak i u Siriji. Sećanja na njegove okrutnosti i poroke, zajedno sa njegovim ponižavajućim porazom, doveli su do toga da je u velikoj meri bio prezren. Egipatska kraljica Kleopatra II je sa vojskom krenula na Demetrijusa, nadajući se da će ga uvući u građanski rat protiv njenog brata Ptolomeja VIII, što je samo pogoršalo njegovo stanje. Trupe su uskoro dezertirale, a kralj Ptolomej VIII je uskoro, kao Demetrijusovog protivnika, na vlast postavio novog uzurpatora, čoveka po imenu Aleksandra II Zabinasa.
U 126. g.p.n.e., Demetrije je poražen u bici kod Damaska. Pobegao je kod Ptolemeja, ali mu je njegova žena Kleopatra Tea zatvorila gradske kapije. Nakon što ga je žena napustila, zarobljen je i ubijen na brodu u blizini Tira. Demetrije II je svakako bio nesposoban da savlada sve pretnje koje su dolazile iz Seleukidskog carstva. Ipak, smatra se da je njegova reputacija okrutnog vladara bila nezaslužena. Imao je jedva četrnaest godina kada je bio krunisan, dok je prava moć bila u tuđim rukama.
Nasledila ga je njegova kraljica Kleopatra Tea sa dvojicom sinova kao savladarima: Seleukom V Filometrom i Antiohom VIII Gripusom.